# Prince Albert
Prince Albert – trzecie co do wielkości miasto prowincji Saskatchewan w Kanadzie. Usytuowane w centralnej części prowincji nad brzegami rzeki Saskatchewan Północny. Nazywane „Bramą Północy”, gdyż jest ostatnim znaczącym skupiskiem osiedli ludzkich na drodze ku dalekiej północy.
Według spisu ludności z 2005 roku miasto to liczyło ok. 35 tys. mieszkańców
W mieście rozwinął się przemysł drzewny, spożywczy oraz skórzany.

## Sport
- Prince Albert Raiders – klub hokejowy